# Pseudotrochalus angolensis
Pseudotrochalus angolensis är en skalbaggsart som beskrevs av Moser 1916. Pseudotrochalus angolensis ingår i släktet Pseudotrochalus och familjen Melolonthidae. Inga underarter finns listade i Catalogue of Life.